# 不列顛之戰
《不列顛之戰》（英語：The Battle of Britain）是一部1969年的英國戰爭片，由蓋·漢彌爾頓執導，動用了不少英國大明星演出。

## 劇情概要
1940年，德國對法國的戰役結束，開始轉向英國攻擊，英國首相溫斯頓·邱吉爾在下議院發表了著名的演說：「…法國戰役已經結束，不列顛之戰即將展開。」
納粹德國空軍和英國皇家空軍在英吉利海峽上展開激烈的戰鬥，這些為了報效國家而參與戰鬥的年輕人們，在這場戰役中捐軀、流血、承受被子彈擊中的痛苦，一個個消失在英吉利海峽上，但是因為他們的英勇，使得德國空軍屢創敗績，終於用鮮血贏得了大勝利。

## 演員
- 米高·肯恩
- 屈佛·霍華（英语：Trevor Howard）
- 克里斯多夫·柏麥
- 卡特·尤爾根
- 伊恩·麥克謝恩
- 肯尼士·莫爾
- 勞倫斯·奧利維爾
- 奈傑爾·帕特里克
- 勞勃·蕭